# Theresa Griffin
Theresa Griffin (ur. 11 grudnia 1962 w Coventry) – brytyjska polityk, działaczka związkowa, posłanka do Parlamentu Europejskiego VIII i IX kadencji.

## Życiorys
Absolwentka Lancaster University. Pracowała m.in. jako dyrektor ds. komunikacji i badań w instytucji publicznej Arts Council England North West. Zajęła się później działalnością związkową w ramach organizacji UNITE i UNISON. Wstąpiła do Partii Pracy, w latach 90. zasiadała w radzie miejskiej Liverpoolu. Bez powodzenia kandydowała w wyborach europejskich w 1999, 2004 i 2009. W 2014 otrzymała pierwsze miejsce na jednej z list regionalnych laburzystów. W głosowaniu z 22 maja 2014 uzyskała mandat eurodeputowanej VIII kadencji. W 2019 z powodzeniem ubiegała się o reelekcję.